# Addyktologia
Addyktologia – nauka o uzależnieniach, obejmująca takie dziedziny jak psychologia, medycyna, socjologia oraz prawo. Przedmiotem jej badań pozostaje zależność fizyczna, psychiczna oraz społeczna. W odniesieniu do medycyny w Polsce nie jest ona jeszcze specjalizacją lekarską.

Przeczytaj ostrzeżenie dotyczące informacji medycznych i pokrewnych zamieszczonych w Wikipedii.